# Racasta extendata
Racasta extendata là một loài bướm đêm trong họ Geometridae.